# Love Life
Ne doit pas être confondu avec Love Life (film, 2022).
Love Life ou Destin amoureux au Québec est une série télévisée américaine créée par Sam Boyd et diffusée entre le 27 mai 2020 et le 11 novembre 2021 sur le service HBO Max et en simultané sur le service Crave au Canada.
Produite par Paul Feig, il s'agit d'une série d'anthologie dans laquelle chaque saison est indépendante et explore la vie amoureuse d'un personnage différent.
En France, elle est diffusée depuis le 9 juillet 2020 sur OCS Max, au Québec, depuis le 15 septembre 2020 sur Noovo, et rediffusée sur Vrak et en Belgique, depuis le 4 février 2021 sur le service RTL Play. Elle reste pour le moment inédite dans les autres pays francophones.

## Synopsis
Love Life est une anthologie dont chaque saison met en scène la vie amoureuse d'une personne différente sur plusieurs périodes de sa vie.
La première saison suit le parcours amoureux de Darby Carter, une new-yorkaise évoluant dans le secteur artistique.

## Distribution

### Première saison

#### Acteurs principaux
- Anna Kendrick (VF : Karine Foviau) : Darby Carter
- Zoë Chao (VF : Sara Chambin) : Sara Yang
- Sasha Compère (VF : Zina Khakhoulia) : Mallory Moore
- Peter Vack (VF : Donald Reignoux) : Jim
- Lesley Manville (VF : Micky Sébastian) : la narratrice (voix)

Note : Les quatre acteurs principaux sont invités lors de la deuxième saison.

#### Acteurs récurrents
- Jin Ha (VF : Alexandre Nguyen) : Augie Jeong
- Hope Davis (VF : Ivana Coppola) : Claudia Hoffman
- Nick Thune : Magnus Lund

### Deuxième saison

#### Acteurs principaux
- William Jackson Harper : Marcus Watkins
- Jessica Williams : Mia Hines
- Comedian CP : Yogi
- Punkie Johnson (en) : Ida Watkins

#### Acteurs récurrents
Source et légende : version française (VF) sur RS Doublage
- Ego Nwodim : Ola Adebayo

## Production

### Développement
En mai 2019, WarnerMedia annonce la commande d'une première saison de dix épisodes pour une série télévisée romantique au format anthologique à destination de son service HBO Max. Le réalisateur Paul Feig rejoint alors le projet en tant que producteur.
La série est lancée en même temps que le service, soit le 27 mai 2020, avec la diffusion de ses trois premiers épisodes. Le service devait diffuser un épisode par semaine à partir de la semaine suivante, mais à la suite du succès de la série, la diffusion de la saison est accélérée avec deux salves de plusieurs épisodes.
En juin 2020, HBO Max annonce le renouvellement de la série pour une deuxième saison.

### Distributions des rôles
Lors de la commande de la série, l'actrice et chanteuse Anna Kendrick signe pour le rôle principal mais également pour produire la série. En août 2019, Zoë Chao, Sasha Compère et Peter Vack viennent compléter la distribution principale de la première saison et Scoot McNairy signe pour un rôle secondaire.
En novembre 2020, il est annoncé que William Jackson Harper sera le personnage principal de la seconde saison de la série.

### Tournage
Le tournage de la série se déroule à New York.
Lors de la production de l'épisode final de la première saison, le tournage est interrompu en raison de la pandémie de Covid-19. Néanmoins, cette interruption n'a aucune incidence sur l'épisode, la quasi-totalité de ce dernier ayant été tournée avant, il ne restait que des courts plans additionnels à filmer.

### Fiche technique
- Titre original : Love Life
- Création : Sam Boyd
- Décors : Judy Rhee
- Costumes : Jacqueline Demeterio
- Casting : Rori Bergman
- Musique : Dan Romer et Mike Tuccillo
- Production : Denise Pinckley
- Producteur délégués : Bridget Bedard, Sam Boyd, Paul Feig, Dan Magnante et Anna Kendrick
- Sociétés de production : Foxera, Feigco Entertainment, Let's Go Again, Inc., Mandatory Snack et Lionsgate Television
- Sociétés de distribution : HBO Max (télévision, États-Unis) et Lionsgate Television (globale)
- Pays d'origine :  États-Unis
- Langue originale : anglais
- Format : Couleur - 1080p (HDTV) - son Dolby Digital 5.1
- Genre : Comédie romantique
- Durée : 25-35 minutes
- Public : 
  -  France : Déconseillé aux moins de  ans[14]

 Sauf indication contraire, les informations mentionnées dans cette section peuvent être confirmées par la base de données cinématographiques IMDb,  présente dans la section « Liens externes ».

## Épisodes
| Saisons | Saisons | Nombre d'épisodes | Diffusion originale | Diffusion originale |
| Saisons | Saisons | Nombre d'épisodes | Début de saison     | Fin de saison       |
| ------- | ------- | ----------------- | ------------------- | ------------------- |
|         | 1       | 10                | 27 mai 2020         | 11 juin 2020        |
|         | 2       | 10                | 28 octobre 2021     | 11 novembre 2021    |

### Première saison:Darby Carter(2020)
Composée de dix épisodes, elle a été diffusée entre le 27 mai et le 11 juin 2020.
1. Augie Jeong
2. Bradley Field
3. Danny aux deux téléphones (Danny Two Phones)
4. Magnus Lund
5. Luke Ducharme
6. Magnus Lund Partie II (Magnus Lund Part II)
7. Claudia Hoffman
8. Sara Yang
9. Augie encore (Augie Again)
10. La Personne (The Person)

### Deuxième saison (2021)
Note : Pour les informations de renouvellement voir la section Production.
Elle a été mise en ligne du 28 octobre au 11 novembre 2021.
1. Mia Hines
2. Paloma
3. Destiny Mathis
4. Ola Adebayo
5. Becca Evans
6. Becca Evans Part II
7. Suzanné Hayward & Leon Hines
8. Yogi & Kian
9. Marcus Watkins
10. Epilogue

## Accueil
Fin juillet 2020, il s'agit de la deuxième série la plus populaire sur le service HBO Max, après Friends.